# John Wood (speaker)
Pour les articles homonymes, voir John Wood et Wood.
Sir John Wood, né à une date inconnue et mort le 20 août 1484, est un homme politique anglais.

## Biographie
Il fait carrière dans l'administration du Trésor de Sa Majesté à partir de 1444. Il est sous-trésorier de l'Échiquier de 1452 à 1453 et de 1480 à 1483, Keeper of the Great Wardrobe of the Household (c'est-à-dire chargé de la gestion des dépenses personnelles de la maisonnée royale d'Henri VI) d'environ 1458 à 1460, puis trésorier de l'Échiquier de 1483 à 1484. En 1475 il est nommé haut-shérif des comtés du Sussex et du Surrey.
En 1449 il est élu une première fois député du comté du Sussex à la Chambre des communes du Parlement d'Angleterre ; il y est élu à nouveau en 1460, en 1478 et en 1482, mais pour représenter le Surrey. Le parlement élu en novembre 1482 siège de janvier à février 1483, et John Wood en est élu le président (speaker) par ses pairs. Il est fait chevalier peu après, et meurt l'année suivante, sans descendance.